# Tenorsleutel
Met tenorsleutel duidt men de c-sleutel aan geplaatst op de vierde lijn van de (vijflijnige) notenbalk. De tenorsleutel geeft dus aan dat een noot op deze lijn de stamtoon c' uit het eengestreept octaaf, de centrale C, voorstelt.

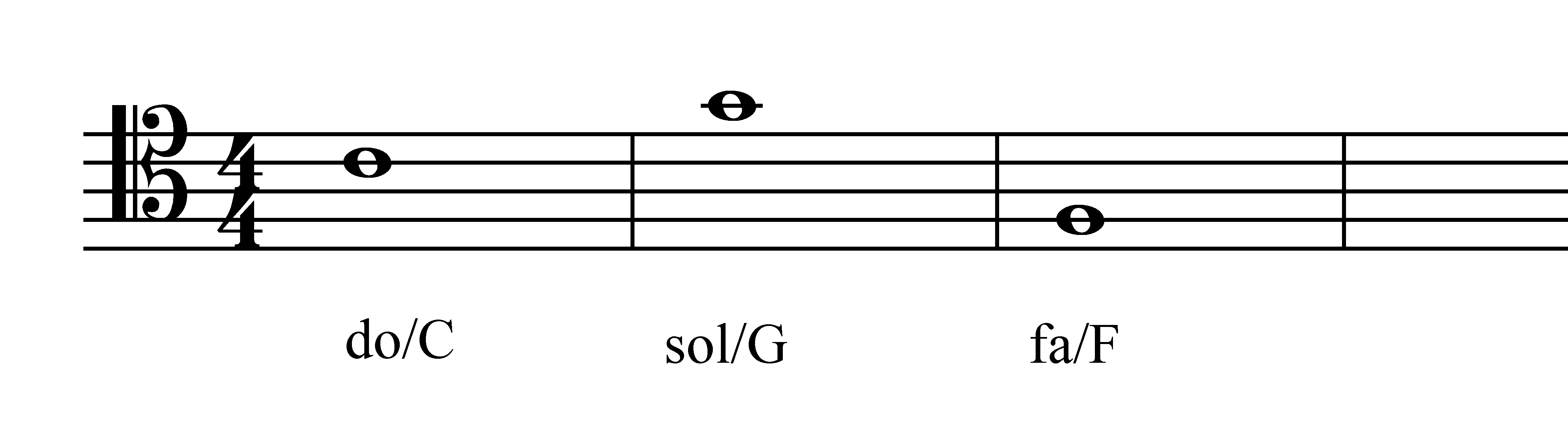
Tenorsleutel

## Zangstem

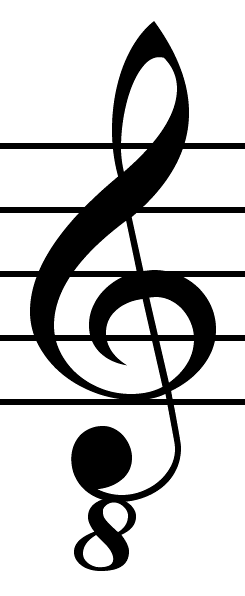

De partijen voor de tenor (zangstem) staan meestal genoteerd met een omlaag geoctaveerde (8va basso) g-sleutel.

## Gebruik
De tenorsleutel wordt (soms) gebruikt in de muzieknotatie voor de volgende instrumenten:
- Trombone (vooral tenortrombone en voornamelijk in klassieke muziek)
- Fagot
- Cello